# Andrzejewicze
Andrzejewicze (biał. Андрэевічы, Andrejewiczy; ros. Андреевичи, Andriejeiwczi) – wieś na Białorusi, w obwodzie grodzieńskim, w rejonie wołkowyskim, w sielsowiecie Gniezno.
Znajduje tu się stacja kolejowa Andrzejewicze, węzeł linii Wołkowysk – Brzostowica i Andrzejewicze – Świsłocz.
Dawniej wieś i majątek ziemski. W dwudziestoleciu międzywojennym leżały w Polsce, w województwie białostockim, w powiecie wołkowyskim, w gminie Mścibów.